# Blue (együttes)
A Blue egy angol fiúegyüttes, tagjai, Lee Ryan, Antony Costa, Duncan James és Simon Webbe. Az együttes eredetileg 2000-ben alakult, kiadva három stúdióalbumot és 16 kislemezt, feloszlásáig, 2005-ig. Ez idő alatt olyan hírességekkel dolgoztak együtt, mint Elton John, Stevie Wonder és Lil' Kim is. 2000 és 2005 között voltak aktívak, azonban 2009-ben ismét összeálltak. Eddigi fennállásuk során több mint 15 millió albumot adtak el világszerte. A 2011-es Eurovíziós Dalfesztiválon ők képviselték az Egyesült Királyságot, Düsseldorfban, az I Can című dalukkal.

## Diszkográfia

### Stúdióalbumok
| Év   | Album                                                                              | Slágerlistás helyezés | Slágerlistás helyezés | Slágerlistás helyezés | Slágerlistás helyezés | Slágerlistás helyezés | Slágerlistás helyezés | Slágerlistás helyezés | Slágerlistás helyezés | Slágerlistás helyezés | Slágerlistás helyezés | Díjak                                           |
| Év   | Album                                                                              | UK                    | AUS                   | AUT                   | FRA                   | GER                   | IRE                   | ITA                   | NL                    | NZ                    | SWI                   | Díjak                                           |
| ---- | ---------------------------------------------------------------------------------- | --------------------- | --------------------- | --------------------- | --------------------- | --------------------- | --------------------- | --------------------- | --------------------- | --------------------- | --------------------- | ----------------------------------------------- |
| 2001 | All Rise - Megjelenés: 2001. november 26. - Kiadó: Innocent Records - Formátum: CD | 1                     | 31                    | —                     | 147                   | 68                    | 5                     | —                     | —                     | 2                     | —                     | - UK: 4xPlatina - AUS: Aranylemez - EU: Platina |
| 2002 | One Love - Megjelenés: 2002. november 4. - Kiadó: Innocent - Formátum: CD          | 1                     | 61                    | 19                    | 32                    | 15                    | 5                     | 10                    | 6                     | 21                    | 31                    | - UK: 4xPlatina - EU: 2xPlatina                 |
| 2003 | Guilty - Megjelenés: 2003. november 3. - Kiadó: Innocent - Formátum: CD            | 1                     | 93                    | 13                    | 97                    | 8                     | 9                     | 7                     | 24                    | 25                    | 12                    | - UK: 2xPlatina - EU: Platina                   |

### Koncertlemezek
| Év   | Részletek                                                                              | Díjak         | Megjegyzések                                                                                  |
| ---- | -------------------------------------------------------------------------------------- | ------------- | --------------------------------------------------------------------------------------------- |
| 2002 | A Year In The Life of Blue - Kiadás: 2002. március 25. - Kiadó: Virgin - Formátum: DVD | - UK: Platina | - Tartalmaz továbbá egy fotóalbumot a srácok szingapúri koncertjéről is                       |
| 2003 | One Love: Live Tour - Kiadás: 2003. március 31. - Kiadó: Virgin - Formátum: DVD        | - UK: Platina | - A 2002-es Sheffield Arénában tartott koncert felvétele - Tartalmaz továbbá videóklipeket is |
| 2003 | Close to Blue - Kiadás: 2003. december 1. - Kiadó: Virgin - Formátum: DVD              |               |                                                                                               |
| 2004 | Guilty: Live from Wembley - Kiadás: 2004. március 29. - Kiadó: Virgin - Formátum: DVD  |               | - A londoni Wembley Stadionban tartott koncert felvétele                                      |
| 2004 | The Best of Blue - Kiadás: 2004. november 15. - Kiadó: EMI - Formátum: DVD             |               | - Tartalmaz továbbá egy exkluzív interjút is                                                  |

### Kislemezek
| Év   | Dal                                                                                  | Slágerlistás helyezés | Slágerlistás helyezés | Slágerlistás helyezés | Slágerlistás helyezés | Slágerlistás helyezés | Slágerlistás helyezés | Slágerlistás helyezés | Slágerlistás helyezés | Slágerlistás helyezés | Slágerlistás helyezés | Díjak       | Album        |
| Év   | Dal                                                                                  | UK                    | AUS                   | AUT                   | FRA                   | GER                   | IRE                   | ITA                   | NL                    | NZ                    | SWI                   | Díjak       | Album        |
| ---- | ------------------------------------------------------------------------------------ | --------------------- | --------------------- | --------------------- | --------------------- | --------------------- | --------------------- | --------------------- | --------------------- | --------------------- | --------------------- | ----------- | ------------ |
| 2001 | "All Rise"                                                                           | 4                     | 3                     | 15                    | 14                    | 19                    | 15                    | —                     | —                     | 1                     | 22                    | - UK: Ezüst | All Rise     |
| 2001 | "Too Close"                                                                          | 1                     | 5                     | 72                    | —                     | 66                    | 17                    | —                     | —                     | 1                     | —                     | - UK: Ezüst | All Rise     |
| 2001 | "If You Come Back"                                                                   | 1                     | 19                    | 49                    | —                     | 48                    | 13                    | —                     | —                     | 5                     | 71                    | - UK: Ezüst | All Rise     |
| 2002 | "Fly By II"                                                                          | 6                     | 26                    | 65                    | —                     | 45                    | 16                    | —                     | —                     | 9                     | 65                    |             | All Rise     |
| 2002 | "Best In Me"                                                                         | —                     | —                     | —                     | —                     | —                     | —                     | —                     | —                     | 10                    | —                     |             | All Rise     |
| 2002 | "One Love"                                                                           | 3                     | 36                    | 53                    | 36                    | 54                    | 4                     | 9                     | 39                    | 5                     | 44                    | - UK: Ezüst | One Love     |
| 2002 | "Sorry Seems to Be the Hardest Word" (Elton Johnnal közös dal)                       | 1                     | 43                    | 4                     | 6                     | 4                     | 3                     | 4                     | 1                     | 5                     | 3                     | - UK: Ezüst | One Love     |
| 2003 | "U Make Me Wanna"                                                                    | 4                     | —                     | 10                    | —                     | 6                     | 5                     | 19                    | 28                    | 20                    | 9                     |             | One Love     |
| 2003 | "Guilty"                                                                             | 2                     | 29                    | 20                    | 37                    | 19                    | 4                     | 6                     | 17                    | 14                    | 22                    |             | Guilty       |
| 2003 | "Signed, Sealed, Delivered, I'm Yours" (Stevie Wonderrel & Angie Stonenal közös dal) | 11                    | 31                    | 35                    | —                     | 29                    | 17                    | 11                    | 11                    | 22                    | 53                    |             | Guilty       |
| 2004 | "Breathe Easy"                                                                       | 4                     | —                     | 7                     | 15                    | 7                     | 4                     | 1                     | 13                    | 29                    | 8                     |             | Guilty       |
| 2004 | "Bubblin'"                                                                           | 9                     | —                     | 27                    | 13                    | 34                    | 21                    | 3                     | 21                    | —                     | 8                     |             | Guilty       |
| 2004 | "Curtain Falls"                                                                      | 4                     | —                     | 16                    | 18                    | 8                     | 10                    | 2                     | —                     | —                     | 13                    |             | Best of Blue |
| 2005 | "Get Down on It" (Kool & The Ganggel és Lil' Kimmel közös dal)                       | —                     | —                     | 41                    | —                     | 29                    | 47                    | —                     | —                     | —                     | 35                    |             | Best of Blue |
| 2005 | "Only Words I Know"                                                                  | —                     | —                     | —                     | —                     | 55                    | —                     | 2                     | —                     | —                     | —                     |             | Best of Blue |

### Egyéb albumok
| Év   | Album | Slágerlistás helyezés | Slágerlistás helyezés | Slágerlistás helyezés | Slágerlistás helyezés | Slágerlistás helyezés | Slágerlistás helyezés | Slágerlistás helyezés | Slágerlistás helyezés | Díjak         |
| Év   | Album | UK                    | AUT                   | GER                   | IRE                   | ITA                   | NL                    | NZ                    | SWI                   | Díjak         |
| ---- | --- | --------------------- | --------------------- | --------------------- | --------------------- | --------------------- | --------------------- | --------------------- | --------------------- | ------------- |
| 2004 | Best of Blue - Kiadás: 2004. november 15. - Kiadó: Innocent - Formátum: CD, digitális letöltés                   | 6                     | 11                    | 7                     | 26                    | 1                     | 72                    | 25                    | 8                     | - UK: Platina |
| 2005 | 4Ever Blue - Kiadás: 2005. május 8. - Kiadó: Virgin - Formátum: CD, digitális letöltés                           | —                     | —                     | 40                    | —                     | 1                     | —                     | —                     | 80                    |               |
| 2006 | The Platinum Collection - Kiadás: 2006. február 24. - Kiadó:Innocent / Virgin - Formátum: CD, digitális letöltés | —                     | —                     | —                     | —                     | —                     | —                     | —                     | —                     |               |
| 2007 | The Collection - Kiadás: 2007. augusztus 31. - Kiadó: EMI - Formátum: CD, digitális letöltés                     | —                     | —                     | —                     | —                     | —                     | —                     | —                     | —                     |               |

## Fordítás
- Ez a szócikk részben vagy egészben  a   Blue (English band) című angol Wikipédia-szócikk fordításán alapul.  Az eredeti cikk szerkesztőit annak laptörténete sorolja fel. Ez a jelzés csupán a megfogalmazás eredetét és a szerzői jogokat jelzi, nem szolgál a cikkben szereplő információk forrásmegjelöléseként.
- Ez a szócikk részben vagy egészben  a   Blue című német Wikipédia-szócikk fordításán alapul.  Az eredeti cikk szerkesztőit annak laptörténete sorolja fel. Ez a jelzés csupán a megfogalmazás eredetét és a szerzői jogokat jelzi, nem szolgál a cikkben szereplő információk forrásmegjelöléseként.